# Сюлейман Аскери
Сюлейман Аскери (на турски: Süleyman Askeri) е турски офицер, пръв ръководител на контраразузнавателна служба Тешкилят-и Махсуса, главен военнокомандващ на войската на т. нар. република Гюмюрджина.

## Биография
Роден е в Призрен, в семейството на Вехби паша.
Аскери се издига в Османската империя като военачалник. През 1902 г. завършва Османската военна академия, а на 5 ноември 1905 г. завършва Османския военен колеж и е отличен с ранг капитан (Mümtaz Yüzbaşı). През 1909 г. е повишен в звание Кол-Агасъ и е назначен да ръководи полицейската жандармерия в Багдад.
През 1911 г., след като Кралство Италия нахлува във вилаета Триполи (днешна Либия), той отива там и участва в операции в Бенгази. През 1912 г. участва в Балканските войни като началник на щаба на Трабзонската дивизия.
По-късно при създаването на т. нар. Гюмюрджинска република става главен военнокомандващ на пехотните сили. Под властта на Аскери се намира цялата войска на независимото управление на Западна Тракия от 29 170 войници пехотинци. Според Павел Шатев през 1913 г. Аскери е начело на турска делегация, която преговаря в Цариград с дейците на бившата македонска организация Борис Мончев, Д. Кандиларов и д-р Николов за съвместни действия в Македония и подписва протоколи за сътрудничество.
В края на 1913 г. е назначен за пръв ръководител на новосъздадената контраразузнавателна служба (Тешкилят-и Махсуса). По време на Първата световна война командва османски военни части в Месопотамия. След поражение от британците се самоубива на 14 април 1915 г.

## В художествената литература
Сюлейман Аскери е второстепенен герой в романа на Ахмед Юмит „Сбогом, мое отечество“, в който се засягат последните две години от живота му – от създаването на специалната служба до смъртта му.